# Ostha coryphata
Ostha coryphata là một loài bướm đêm trong họ Noctuidae.